# ゲリラ闘争
ゲリラ闘争（ゲリラとうそう）とは、日本の新左翼による武装闘争に対する呼称。

## 概要
ゲリラ(guerrilla)とは、元々、小戦争を意味するスペイン語である（普通の戦争は「ゲラ(guerra)」という）。
会戦のように正面から激突するのではなく、少人数で神出鬼没に活動し、奇襲などの撹乱工作を行う戦術を指していた。
1970年代に入り、新左翼運動が行き詰まりを示す中、これまでのデモ活動や暴動といった大衆闘争にとどまらず、標的施設の放火や爆破、個人に対する殺傷などのテロ活動、いわゆる「ゲリラ闘争」も手がけるようになった。
1990年代までは三里塚闘争や反皇室闘争に絡んだ「ゲリラ」事件が頻発していたが、ソビエト連邦の崩壊に伴う新左翼運動の退潮と組織温存のために再び大衆闘争路線に回帰している。
新左翼党派は一連の活動を「国家権力に対する戦争」を自認し、また、「テロ」という言葉には「反社会的行為」というニュアンスが強いことから、新左翼活動家はこれらの活動を「ゲリラ」と呼び、「テロ」と称することはない。

## 警察用語としてのゲリラ闘争
日本の警察庁が発行する警察白書では、施設などを攻撃する対物テロを「ゲリラ」、個人を標的とする対人テロを「テロ」と区分している。もっとも、事件の中にはどちらに該当するか区分付きがたいケース（例：警視庁独身寮爆破事件）もあり、一般国民に対する広報では、「テロ・ゲリラ」と一括して取り扱っている。